# 巨蛋站

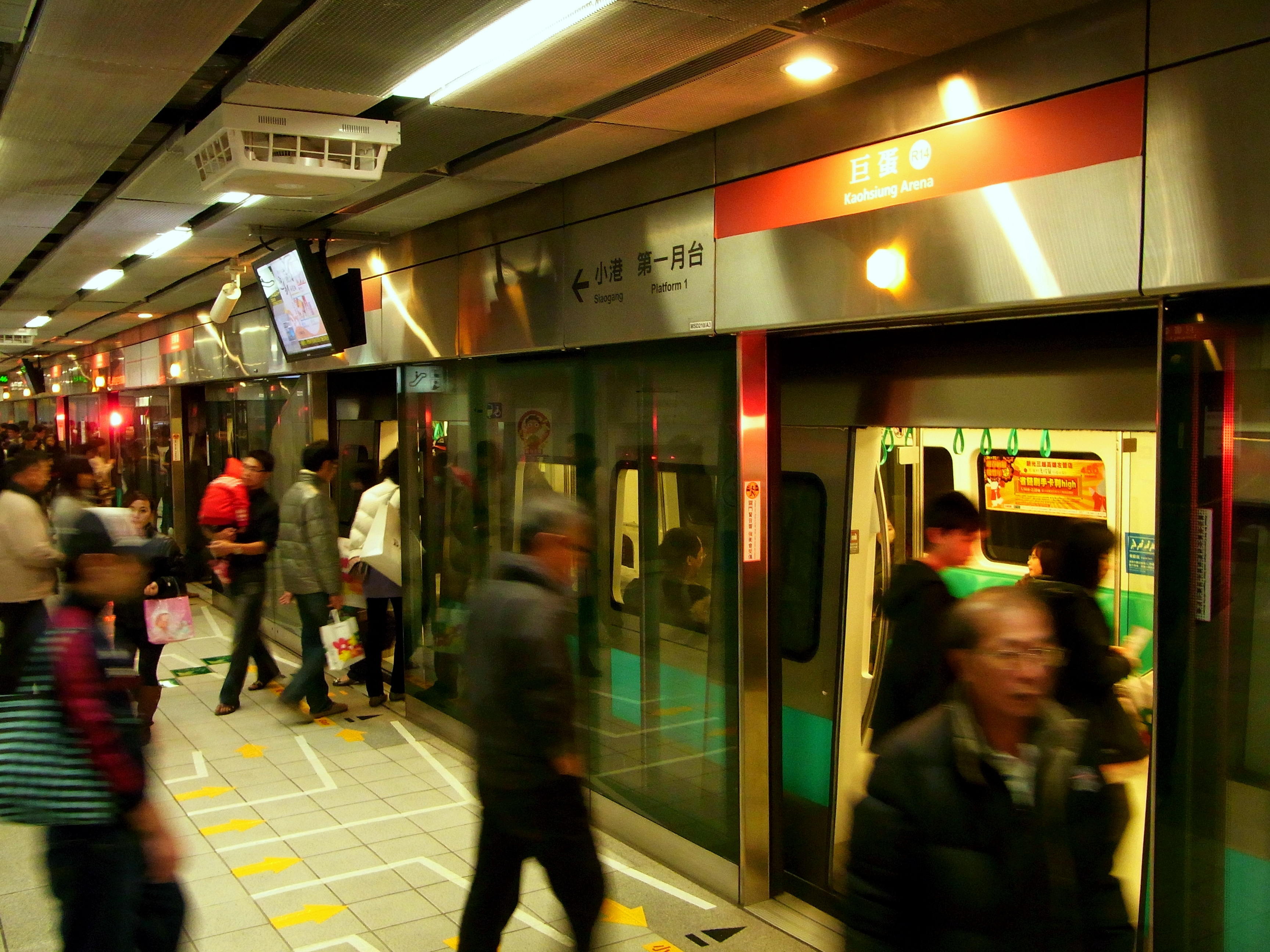
月台

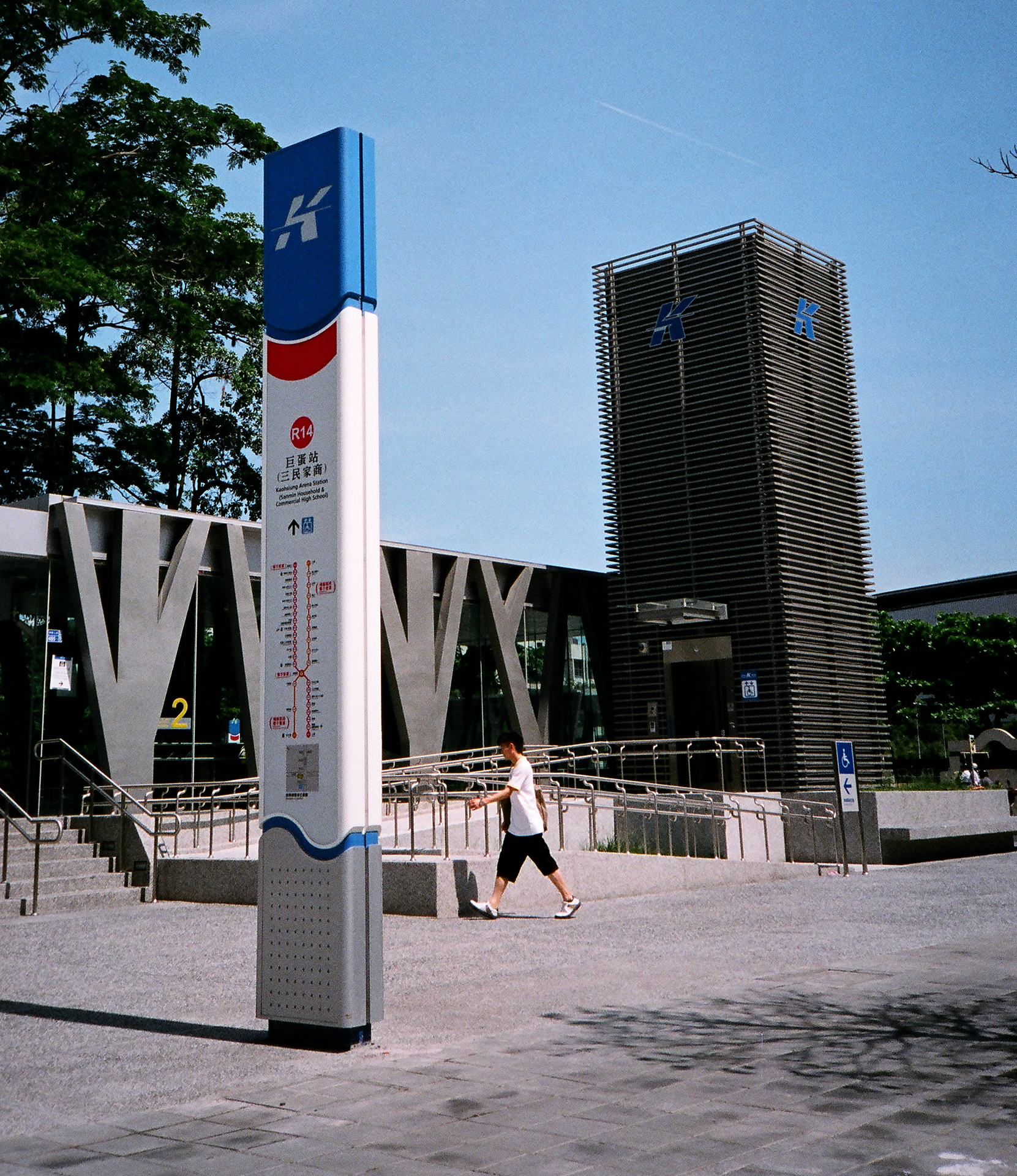
2號出口

巨蛋站是高雄捷運紅線的捷運車站。車站位於高雄市左營區博愛二路及裕誠路口，三民家商旁，構造為地下二層島式月台車站。車站編號為R14。
巨蛋站站名來自於車站北方約200公尺，暱稱為「高雄巨蛋」的高雄市現代化綜合體育館。由於「巨蛋」為新名詞，有時臺語直接以華語讀音做為外來語使用，故最終仍以華語發音，本站營運初期亦播報客語站名，而後將客語發音改為華語，所以巨蛋站播報站名時為前三次都是華語，最後一次則是英語站名「Kaohsiung Arena」，但此作法頗具爭議且並不被臺、客語文學界所接受，因「巨」字在台灣日治時期所編纂之《台日大辭典》裡即有收錄臺語發音「kī（漳音）／kū（泉音）」，「蛋」字亦明記發音為「tàn」，兩字原本即可以文讀音所讀出，因此高雄捷運巨蛋站的到站廣播分別以南臺灣使用者較多的臺語偏漳腔與客語四縣腔以文讀音發為「Kī-tàn」與「Kiˊ tan」較為適當。
2021年8月起，高雄捷運開始陸續將各列車上播送的臺語、客語廣播更改為臺語發音及客語發音版本的廣播。目前臺語廣播已經改成唸「Kī-tàn」，客語改為「Kiˊ tan」。

## 歷史
- 原訂站名為三民家商。
- 2008年3月9日：隨著捷運紅線「橋頭火車站—小港」段正式通車而啟用[1]。

## 車站構造
本站為地下二層島式月台車站，共有5個出口。

### 車站樓層
| 地面      | 出入口                     | 出入口                                 |
| 地下 一樓 | 大廳層                     | 車站大廳、詢問處、自動售票機、驗票閘門 |
| 地下 一樓 | 大廳層                     | 廁所（出口2、4旁）                     |
| 地下 二樓 | 1號月台                    | ← 紅線 往小港方向（凹子底站）          |
| 地下 二樓 | 島式月台，左邊車門將會開啟 |                                        |
| 地下 二樓 | 2號月台                    | 紅線 往岡山車站方向（生態園區站）→     |

### 車站出口
出口1、2位於車站南端，出口3、4、5位於車站北端，無障礙電梯設於出口2。
| 出入口                          | 圖片 | 出入口資訊                                           |
| ------------------------------- | ---- | ---------------------------------------------------- |
| 出入口1 · 設有手扶梯            |      | 三民家商（裕誠路 北側，博愛二路口）、YouBike微笑單車 |
| 出入口2 · 設有電梯 · 設有手扶梯 |      | 明誠公園（博愛二路西側，裕誠路口）、YouBike微笑單車  |
| 出入口3                         |      | 三民家商（博愛二路西側，裕誠路口）、YouBike微笑單車  |
| 出入口4 · 設有手扶梯            |      | 聯上大飯店（博愛二路東側）、YouBike微笑單車          |
| 出入口5 · 設有手扶梯            |      | 高雄巨蛋、漢神巨蛋（博愛二路西側）、YouBike微笑單車  |
| 註： 設有電梯 \| 設有手扶梯     |      |                                                      |

## 利用狀況
根據2023年資料，本站日均進出人次為23,643人，在高雄捷運系統中排名第2名。
| 年   | 全年      | 全年      | 全年       | 全年  | 單日平均 | 單日平均 |
| 年   | 上車      | 下車      | 上下車計   | 來源  | 上車     | 上下車   |
| ---- | --------- | --------- | ---------- | ----- | -------- | -------- |
| 2008 | 2,778,370 | 2,833,923 | 5,612,293  | [ a ] | 10,329   | 20,864   |
| 2009 | 3,532,614 | 3,621,637 | 7,154,251  | [ 3 ] | 9,678    | 19,601   |
| 2010 | 3,608,360 | 3,732,122 | 7,340,482  | [ 4 ] | 9,886    | 20,111   |
| 2011 | 3,954,792 | 4,102,842 | 8,057,634  | [ 5 ] | 10,835   | 22,076   |
| 2012 | 4,499,641 | 4,672,990 | 9,172,631  | [ 5 ] | 12,294   | 25,062   |
| 2013 | 4,719,879 | 4,882,962 | 9,602,841  | [ 5 ] | 12,931   | 26,309   |
| 2014 | 4,691,762 | 4,869,062 | 9,560,824  | [ 5 ] | 12,854   | 26,194   |
| 2015 | 4,757,466 | 4,924,561 | 9,682,027  | [ 5 ] | 13,034   | 26,526   |
| 2016 | 4,968,003 | 5,123,731 | 10,091,734 | [ 5 ] | 13,574   | 27,573   |
| 2017 | 5,205,631 | 5,366,932 | 10,572,563 | [ 5 ] | 14,262   | 28,966   |
| 2018 | 5,204,872 | 5,386,416 | 10,591,288 | [ 5 ] | 14,260   | 29,017   |
| 2019 | 5,182,135 | 5,356,671 | 10,538,806 | [ 5 ] | 14,198   | 28,873   |

## 外部連結
- 巨蛋 （页面存档备份，存于）（高雄捷運公司）
- 巨蛋站線上逛街Q版地圖 （页面存档备份，存于）